# Улезло, Сергей Григорьевич
Сергей Григорьевич Улезло (18 февраля 1974) — белорусский футболист, нападающий.

## Биография
На взрослом уровне начал выступать в сезоне 1992/93 в составе бобруйского «Шинника», в том же сезоне со своим клубом стал победителем первой лиги Беларуси. Затем в течение трёх сезонов играл за команду в высшей лиге.
Призывался в молодёжную сборную Беларуси и считался одним из самых перспективных игроков своего поколения. Сыграл два матча в отборочном турнире молодёжного ЧЕ-1996 и забил гол в ворота сверстников из Норвегии.
В 1996 году впервые перешёл в российский клуб — тверскую «Волгу», провёл в команде два сезона и был одним из лучших бомбардиров клуба.
В 1998 году вернулся в бобруйский клуб, переименованный в «Белшину», и провёл ещё два сезона. В 1998 году стал бронзовым призёром чемпионата Беларуси, а в 1999 году — обладателем Кубка страны. В общей сложности сыграл в высшей лиге Беларуси 104 матча и забил 27 голов.
С 2000 года в течение нескольких сезонов с перерывами играл за светлогорский «Химик» в первой лиге, провёл около 100 матчей. Также играл за команду «Верас» (Несвиж).
В перерывах играл в России за команды второго дивизиона «Витязь» (Подольск) и «Лобня-Алла», при этом использовал недостоверные документы о наличии у него гражданства России. Летом 2005 года об этом стало известно, в результате футболист получил годичную дисквалификацию в России, а клубу «Лобня-Алла» было присуждено восемь технических поражений.
После окончания спортивной карьеры живёт в Бобруйске. Принимает участие в матчах ветеранов.